# Marcin Mroczek
Marcin Mroczek es un actor y bailarín polaco nacido en Siedlce, Polonia, el 18 de julio de 1982.

## Biografía
Marcin Mroczek nació el 18 de julio de 1982 en Siedlce, Polonia. Él tiene un hermano gemelo Rafal que es 7 minutos más mayor que él. A la edad de 10 años, Marcin se unió al Equipo de Danza Moderna "Caro Danza" en Siedlce. Junto con este equipo, ganó varios campeonatos europeos y polacos. Él dice que este fue un tiempo increíble en su vida: por primera vez, entró en el escenario y podría reunirse con su público. Cuando tenía 18 años, Martin y su hermano Rafal ganaron el casting para los roles de dos hermanos en la más popular serie de televisión polaca. Este éxito ha dado la posibilidad de Marcin de aparecer en numerosos programas de televisión y espectáculos. Marcin actualmente desempeña un papel en la muy popular serie de televisión "L as Love". Además, comenzó la empresa "Mroczek House."
Ganó el show polaco Show Time! y el tercer lugar en Dancing with the Stars. Bailó con Edyta Herbuś. También tomó parte en el ucraniano Dancing with the Stars, que ganó. El 6 de septiembre de 2008, ganó el Festival de Eurovisión de Baile 2008 por Polonia con Edyta Herbuś donde bailaron una rumba y un cha-cha-chá de Michael Jackson